# Дискурс і істина
«Дискурс і істина» — цикл статей Мішеля Фуко майже повністю присвячений давньогрецькому поняттю «парресії» (перекладають як «вільна промова», «відкритість», «правдивість»). М. Фуко розглядав виникнення цього поняття на прикладах текстів Евріпіда, Платона, Галена, Плутарха, а також аналізував функціонування цього поняття в різних контекстах.
Основні лекції цього курсу були прочитані автором в Берклі, восени 1983 року. В останні роки життя М. Фуко часто читав лекції, брав участь у дискусіях, вів семінари в різних університетах США. «Дискурс і істина» є підсумком його тривалих зацікавлень та пошуків у цей період його життя.
Важливим внеском Мішеля Фуко в його праці є певні дослідницькі питання у сфері риторики. Зокрема питання стосовно практик, за допомогою яких індивід «вибудовує» себе в мові. Певна «мовна дія» необхідна для конституювання самого себе як того, хто висловлює істину. Промовець водночас утверджує себе, будучи окремим індивідом, але й апелюючи до загальної соціальної ситуації, в якім перебуває оточення, не заперечує своєї належності до оточення та стосунку до ситуації.
У циклі «Дискурс і істина» також наявна тема методології соціальних та історичних досліджень, з якою М. Фуко пов'язував свою ідею «онтології справжнього». Звідси випливає основний його принцип переходу від «що?» до «як?» (не «що таке істина?», а «як виникає істина?»).